# VDSL2
A VDSL2 (Very-High-Bit-Rate Digital Subscriber Line 2, ITU-T G.993.2 Standard) é um padrão  tecnológico de acesso que explora a infraestrutura existente dos fios de cobre que foram desenvolvidos originalmente para os serviços de telefonia. Podem ser disponibilizadas através de centrais telefônicas próximas dos clientes ou edifícios.
Padronizado através da norma ITU-T G.993.2, o VDSL2 é o mais novo e mais avançado padrão para comunicação em banda larga por fio do tipo DSL. Foi projetado para permitir a ampla utilização de serviços triple play como voz, vídeo, dados, televisão de alta definição e jogos de computador interativos. Este padrão permite que as operadoras atualizem a sua infraestrutura DSL de maneira gradual. 
A ITU-T G.993.2 (VDSL2) é um aprimoramento da norma G.993.1 VDSL que permite a transmissão de taxas de dados na forma assimétrica e simétrica (Full-Duplex) até 200 Mbit/s em pares torcidos usando uma largura de faixa até 30 megahertz.
Uma linha VDSL2 deteriora-se rapidamente de um máximo teórico de 250 Mbit/s na “fonte” a 100 Mbit/s em 0.5 quilômetro e a 50 Mbit/s em 1 quilômetro, mas degrada-se em uma taxa muito mais lenta do que sua antecessora VDSL. Seu desempenho iniciando de 1.6 quilômetro é igual ao desempenho da ADSL2+.
Desempenho de ADSL em LR (long reach, ou longo alcance em português): o desempenho em longo alcance em padrão ADSL e é uma das vantagens chaves de VDSL2. Os sistemas ligados a LR-VDSL2 são capazes de suportar velocidades em torno de 1 a 4 Mbit/s em distâncias superiores a 5 quilômetros, aumentando gradualmente a taxa de transferência até 100Mbit/s simétrica quanto maior for a proximidade do ponto de acesso à central. Isto significa que os sistemas de baseados em VDSL2, ao contrário dos sistemas VDSL1, não estão limitados a curtas distâncias ou ao MTU/MDUs somente, mas pode também ser usado para acessos de média distância.